# Música azul y verde
Música azul y verde es una pintura de 1919-1921 de la pintora estadounidense Georgia O'Keeffe.

## Descripción
Es una pintura sobre lienzo con unas dimensiones de 58,4 × 48,3 cm.
La pintura utiliza colores con la intención de capturar la variación de tonos que uno encontraría en la música, para tratar de expresar los sentimiento de la propia autora.
Blue and Green Music utiliza el contraste de bordes duros y suaves y formas geométricas para transmitir el ritmo y el movimiento de la música.

## Historia
Esta pieza fue realizada mientras O'Keeffe vivía en Nueva York con Alfred Steiglitz. Creó muchas obras que hacían referencia a la música durante este período, en el que se sintió atraída por las teorías del pintor expresionista ruso Vasili Kandinski, que sostenía que los artistas plásticos debían emular la música para lograr una expresión pura libre de referencias literarias.
El cuadro forma parte de la colección de Alfred Stieglitz, y fue un regalo de la artista al Instituto de Arte de Chicago en memoria de su marido.